# Circonscription de McMillan

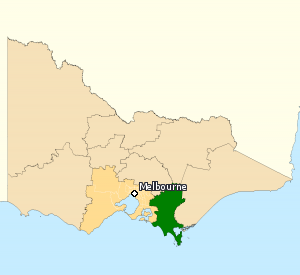
La circonscription de McMillan (en vert) dans la banlieue de Melbourne.

La circonscription de McMillan est une circonscription électorale australienne au Victoria. Elle comprend la partie occidentale de la région du Gippsland, le quartier de Pakenham à l'extrême sud-est de la banlieue de Melbourne et les villes de Warragul, Moe, Wonthaggi, Leongatha et Foster. Elle va du mont Baw Baw au nord à la péninsule Wilsons au sud. C'est la circonscription électorale la plus méridionale d'Australie continentale.
Elle a été créée lors du redécoupage électoral du 11 mai 1949 et participa pour la première fois à l'élection fédérale 1949. Elle porte le nom d'Angus McMillan, l'un des premiers Européens à explorer la région du Gippsland. C'est actuellement un siège libéral marginal. Elle a changé cinq fois de mains lors des sept dernières élections fédérales. Le changement de 2004 a été attribué à la correction de distribution du 29 janvier 2003, qui a retiré les villes traditionnellement travaillistes de Traralgon et Morwell de la circonscription permettant ainsi à son ancien député d'être élu à nouveau. 

## Députés
| Nom                | Parti          | Période de mandat |
| ------------------ | -------------- | ----------------- |
| Geoffrey Brown     | Libéral        | 1949–1955         |
| Alexander Buchanan | Libéral        | 1955–1972         |
| Alexander Buchanan | Sans étiquette | 1972–1972         |
| Arthur Hewson      | Country        | 1972–1975         |
| Barry Simon        | Libéral        | 1975–1980         |
| Barry Cunningham   | Travailliste   | 1980–1990         |
| John Riggall       | Libéral        | 1990–1993         |
| Barry Cunningham   | Travailliste   | 1993–1996         |
| Russell Broadbent  | Libéral        | 1996–1998         |
| Christian Zahra    | Travailliste   | 1998–2004         |
| Russell Broadbent  | Libéral        | 2004–en cours     |